# Joseph Joachim (Schriftsteller)

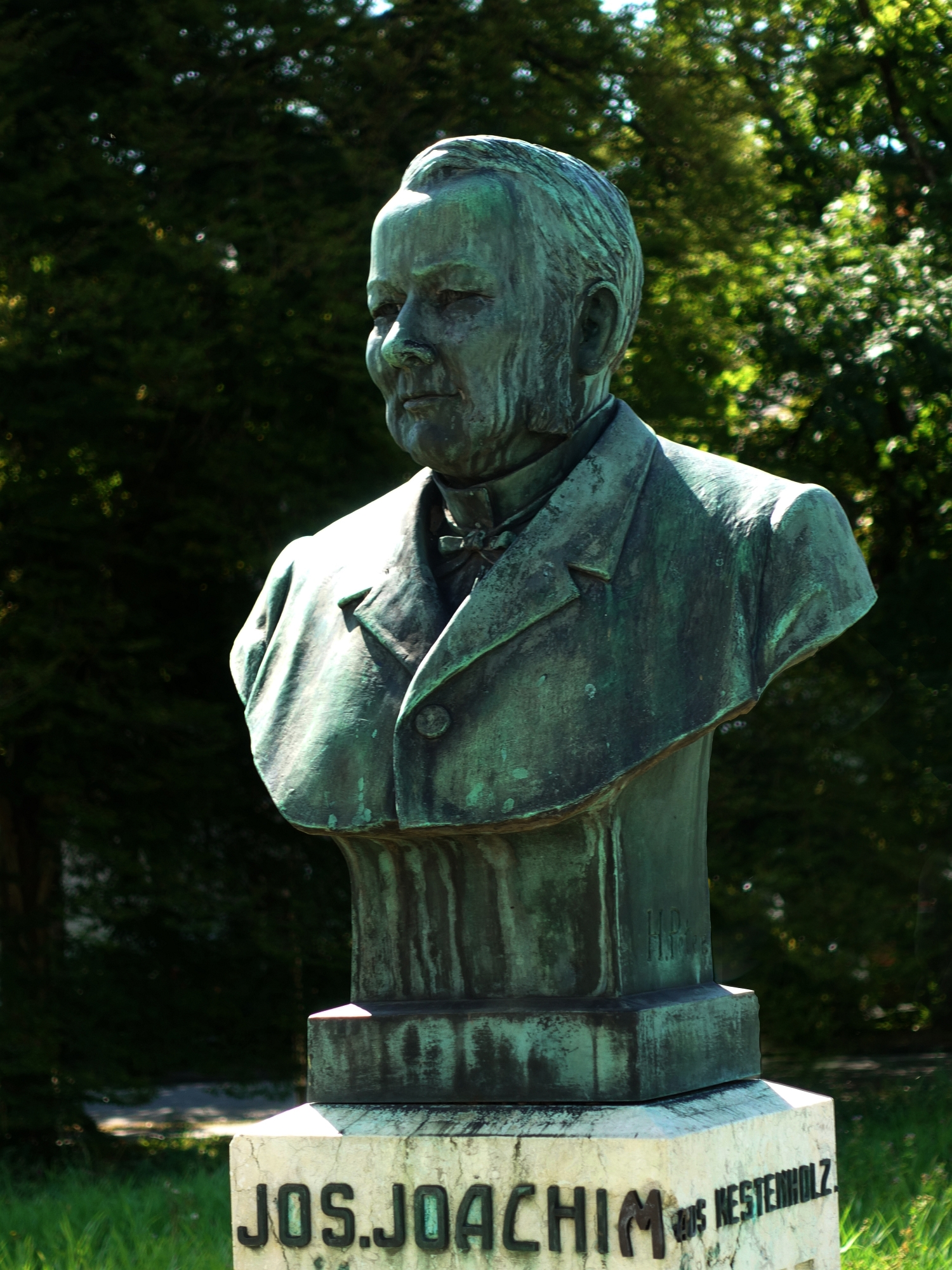
Büste vor dem Kunstmuseum Solothurn

Joseph Joachim (ursprünglich Josef Joachim; * 4. April 1834 in Kestenholz, Kanton Solothurn; † 30. Juli 1904 ebenda) war ein Schweizer Schriftsteller.

## Leben und Werk
Joseph Joachim wuchs in Kestenholz als Sohn des Landwirts Johann Joachim (1791–1870) und der Anna Marie Elisabeth, geborene Pfister (1784–1844), auf. Nach dem Besuch der Elementarschule und der Bezirksschule in Neuendorf hielt sich Joachim ein Jahr in Le Landeron auf, um die französische Sprache zu erlernen. Eine akademische Laufbahn verwehrte ihm sein Vater, der darauf bestand, dass der Sohn Landwirt werde.
Schon früh wurde der streng katholisch erzogene Joachim politisch aktiv, auf der Seite der radikal-liberalen Partei, damals im Kanton Solothurn als die «Roten» bezeichnet (im Gegensatz zu den «grauen» Altliberalen und den «schwarzen» Konservativen).
1859 wurde Joachim zum Friedensrichter gewählt. Dass die Wiederwahl 1861 wie auch eine Kandidatur für den Gemeinderat im gleichen Jahr scheiterten, führt sein Biograph Richard Flury (1945) auf den Einfluss «eigenmächtiger Dorfmagnaten» zurück, die Joachim seinen Einsatz für die Rechte der «Armen und Hilflosen» nicht verziehen haben sollen.
1865 wurde Joachim als Nachfolger von August Wyss in den Kantonsrat gewählt. Dort setzte er sich u. a. für den Bau der Gäubahn, d. h. der Bahnstrecke Olten–Solothurn(-Lyss) ein. Seine politische Laufbahn endete schnell, als er, in finanzielle Schwierigkeiten geraten, im Dezember 1865 einen Wechsel über 520 Franken fälschte. Am 22. März 1866 erfolgte eine Anzeige wegen Urkundenfälschung, tags darauf erging ein Haftbefehl; Joachim war jedoch bereits geflohen.
Seine Flucht führte ihn für kurze Zeit in die Vereinigten Staaten, wo er für sich und seine Familie eine neue Existenz aufbauen wollte. Joachim war seit 1858 mit Elisa Fuchs von Hubersdorf (* 1835) verheiratet. Sie gebar über einen Zeitraum von 21 Jahren 19 Kinder, von denen 11 kurz nach der Geburt starben.
Über den Aufenthalt in Amerika berichtete Joachim in einer längeren Abhandlung, dem Manuskript Aphorismen aus Nordamerika. Aufzeichnungen eines Ausgewanderten, das sich in der Zentralbibliothek Solothurn befindet und 2012 ediert worden ist. Über die Entstehung und den Zweck des Textes ist nichts bekannt. Er schliesst mit einer Bearbeitung des Gedichts Heimweh von Alfred Meissner und gibt damit eine Erklärung für Joachims Rückkehr nach zehn Monaten: Das Gedicht handelt von Heimweh und Reue. Joachim stellte sich am 22. Januar 1867 dem Richteramt Balsthal.
Für die Urkundenfälschung war Joseph Joachim im Juli 1866 in Abwesenheit zu vier Jahren Zuchthaus verurteilt worden; diese Strafe trat er nun an. Das Urteil galt in der Öffentlichkeit als übermässig hart; Joachim selbst richtete nach der Verbüssung von 13 Monaten im Abstand von 3 Monaten zwei Begnadigungsgesuche an den Kantonsrat, die unter anderem vom Kestenholzer Gemeinderat und dem Direktor der Strafanstalt in Solothurn unterstützt wurden. Am 27. Februar 1868 beschloss der Kantonsrat zuerst die Reduktion der Strafe auf zwei Jahre, am 25. Mai folgte die vollständige Begnadigung.

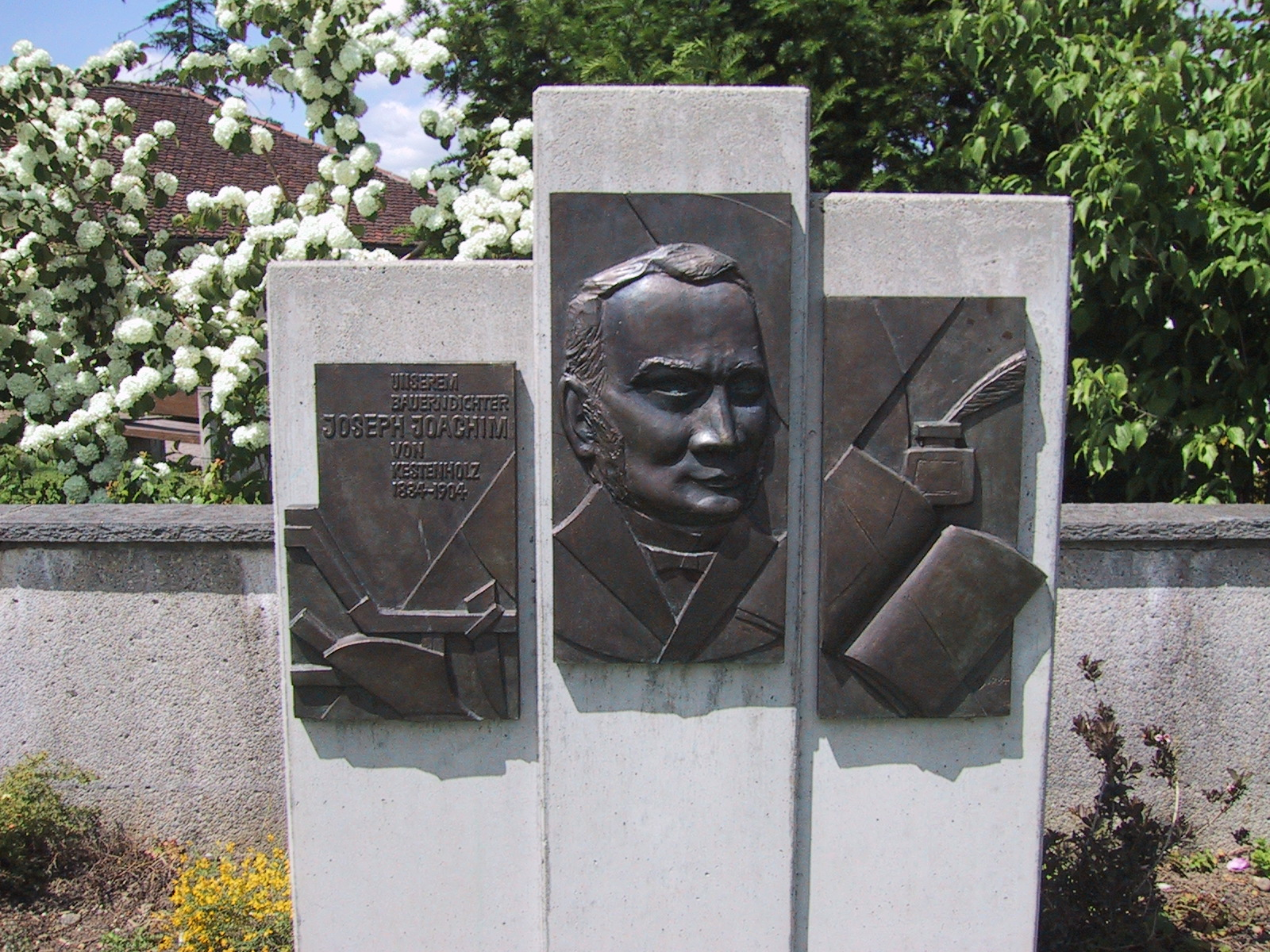
Joseph-Joachim-Denkmal in Kestenholz

Joachim lebte fortan wieder als Landwirt in Kestenholz. Ab Ende der 1870er Jahre widmete er sich erneut der Dorfpolitik und wirkte in zahlreichen Kommissionen mit. Seine Auftritte in der Gemeindeversammlung sollen von hoher Redekunst und geistvollem Humor geprägt und bei den Gegnern, d. h. der konservativen Partei, gefürchtet gewesen sein. 1878 brannte das Haus der Familie ab. Joachim liess ein neues errichten. Seine finanzielle Situation blieb nach diesem Unglücksfall dauerhaft schwierig.
Joachims schriftstellerische Tätigkeit begann erst in dieser Zeit. Gelegentlich erschienen Artikel politischen Inhalts, ein Spottgedicht oder eine Serie humorvoller Betrachtungen im Balsthaler Boten. Seine Mitwirkung an dieser Zeitung nahm stetig zu, schliesslich wurde er 1879 Redaktor. Eine zweite Laufbahn in der kantonalen Politik erwies sich als unmöglich, da ihm sein Vergehen stets wieder vorgehalten wurde. Umso intensiver wurde seine Tätigkeit für verschiedene Zeitungen, darunter das Oltner Tagblatt, die Basler Nachrichten und die Neue Zürcher Zeitung.
Die erste Erzählung Joseph Joachims, Ein Tag aus dem Bauernleben, erschien am 25. Dezember 1879 als Feuilleton im Balsthaler Boten. 1881 brachte er sie zusammen mit Der Gunzger Hans in einem Bändchen unter dem Titel Aus Berg und Thal, Bilder und Geschichten aus dem Schweizerischen Volksleben im Selbstverlag heraus und war damit unerwartet erfolgreich. Der Gunzger Hans brachte es in späteren Ausgaben auf eine Auflage von 80'000 Exemplaren. Diese ersten Erzählungen fallen dadurch auf, dass sie hochdeutschen Text und schweizerdeutschen Dialog kombinieren.
Weitere drei Bände Aus Berg und Thal folgten. 1885 erschien im Verlag von Albert Müller in Zürich die grössere Erzählung Glyms auf der Höh, die von der Kritik freundlich aufgenommen wurde. Lonny, die Heimatlose, 1888 zuerst im Feuilleton des Bund erschienen, wurde vom Schwabe Verlag in Basel publiziert, der auch die meisten folgenden Werke Joachims veröffentlichte. Lonny blieb Joachims grösster Erfolg. Die Erzählung wurde auch ins Französische übersetzt; die letzte Neuausgabe erschien 1984 im Aare Verlag. Im gleichen Jahr 1888 schrieb Joachim zudem das Volksdrama Adam Zeltner und legte bei Huber (Frauenfeld) Die Geschichten der Schulbase vor.
Joseph Joachim blieb trotz gesundheitlicher Beschwerden bis zu seinem Tod 1904 ein produktiver Schriftsteller. In einem Brief an Schwabe schreibt er 1896: «Kaum von einem Übel geheilt, stellt sich wieder ein anderes ein; auch in meiner Familie, so dass mein Haus einige Zeit einem Lazarett nicht unähnlich sah.» Öfter sah er sich zu Badekuren in Heilbädern gezwungen, unter Gicht, Herzverfettung und einem tuberkulösen Karbunkel leidend. Für seine Kuren und den Unterhalt seiner Familie war er auf die Schriftstellerhonorare angewiesen.
In seinem Heimatdorf fand Joachim als Autor zu Lebzeiten kaum Anerkennung. In Flurys Biographie ist von «Neid und Hass» die Rede sowie davon, dass anfänglich der Glaube herrschte, Joachim sei zur Schriftstellerei gar nicht fähig und gebe bloss seinen Namen für einen anderen her. 1884 schreibt Joachim in einem Brief an einen Freund: «Ich lebe hier wie ein Halbwilder unter Ganzwilden.» Erst in seinem Todesjahr 1904 kam Joachim aus Anlass seines 70. Geburtstages in den Genuss ehrender Feiern auch in Kestenholz selbst, unter anderem ausgerichtet von der Töpfergesellschaft Solothurn. Am 30. Juli starb er an den Folgen einer heftigen Lungenentzündung. Sein letztes Werk, Erinnerungen eines alten Nachtwächters, erschien postum.
Anhand von vier Fotografien schuf Hermann Peter eine Büste für Joachim. Diese steht vor dem Kunstmuseum Solothurn.

## Werke (Auswahl)
- Aus Berg und Tal. (1881–1889, 4 Bände)
- Glyms auf der Höh. (1885)
- Die Geschichten der Schulbase. (1888)
- Lonny, die Heimatlose. (1888)
- Adam Zeltner. (1888)
- Die Brüder. (1891)
- Der Saalhoferbe. (1898)
- Im Schatten der Fabrikschornsteine. (1904)
- Frau Susann. (1904)
- Erinnerungen eines alten Nachtwächters. (1905)

## Nachlass
Im Laufe der Zeit sind der Zentralbibliothek Solothurn Teile des Nachlasses von Joseph Joachim übergeben worden, z. T. von Nachfahren, z. T. von Urs Joseph Flury, dem Sohn des Biographen Richard Flury.